# Lorentzova síla
Lorentzova síla je síla pojmenována po Hendriku Antoonovi Lorentzovi, působí na náboj (příp. vodič) v elektromagnetickém poli.
{\displaystyle \mathbf {F} =q\left(\mathbf {E} +\mathbf {v} \times \mathbf {B} \right)}
Běžně je jako Lorentzova síla označován pouze příspěvek magnetické síly, tzn.
{\displaystyle \mathbf {F} _{\mathrm {mag} }=q\mathbf {v} \times \mathbf {B} }
(Naopak příspěvek elektrického pole {\displaystyle \mathbf {F} _{\mathrm {el} }=q\mathbf {E} } vyplývá z Coulombova zákona.)
- {\displaystyle \mathbf {F} } síla
- {\displaystyle q\,} elektrický náboj
- {\displaystyle \mathbf {v} } rychlost náboje
- {\displaystyle \mathbf {E} } intenzita elektrického pole
- {\displaystyle \mathbf {B} } magnetická indukce
- {\displaystyle \times } vektorový součin

Rozdělení magnetických a elektrických příspěvků je závislé na vztažné soustavě.

## Síla působící na pohybující se náboj
Magnetickým polem způsobená Lorentzova síla mění směr pohybu nábité částice, aniž by působila změnu velikostí její rychlosti. Působení síly vyjadřuje vztah:
{\displaystyle \mathbf {F} =q\mathbf {v} \times \mathbf {B} },
kde {\displaystyle \mathbf {B} } je magnetická indukce, {\displaystyle q} elektrický náboj částice a {\displaystyle \mathbf {v} } její rychlost.
Polarita náboje {\displaystyle q} je zohledněna kladným nebo záporným znaménkem; například elementární náboj jednoho elektronu je {\displaystyle q=-1{,}602\times 10^{-19}\ \mathrm {C} }.
Při rozepsání vektorového součinu, kde {\displaystyle \alpha } je úhel mezi {\displaystyle \mathbf {v} } a {\displaystyle \mathbf {B} } dostáváme:
{\displaystyle F=|q|vB\sin \alpha \,}
Když se náš zvolený náboj pohybuje kolmo na magnetické pole je {\displaystyle \sin \alpha =1}. Dostáváme:
{\displaystyle F=|q|vB\,}
Pro určení směru působící síly používáme pravidlo pravé ruky:
- palec, ukazovák a prostředník dáme tak, aby nám vytvořily osy x, y, z
- palec dáme ve směru pohybující se částice
- ukazováček ve směru magnetické indukce
- prostředníček nám pak ukáže směr působení síly
- je-li náboj záporný, je opačný i směr působení (platí pouze je-li užit vzorec výše s absolutní hodnotou)

## Lorentzova síla působící na vodič s proudem
Elektrický proud procházející vodičem sestává z pohybujících se elektrických nábojů. Nachází-li se tedy vodič v magnetickém poli, bude na něj také působit Lorentzova síla.
Jak je vysvětleno výše, působí na pohybující se náboj síla:
{\displaystyle \mathbf {F} =q\mathbf {v} \times \mathbf {B} }
Rychlost částice můžeme vyjádřit jako podíl vektorově vzaté dráhy (tedy polohy průvodiče) {\displaystyle \mathbf {l} }, kterou náboj {\displaystyle q} urazí za čas {\displaystyle t}:
{\displaystyle \mathbf {v} ={\frac {\mathbf {l} }{t}}}
Po dosazení:
{\displaystyle \mathbf {F} =q{\frac {\mathbf {l} }{t}}\times \mathbf {B} }
Proud můžeme vyjádřit jako celkový náboj {\displaystyle q}, který projde daným místem za určitý čas {\displaystyle t}:
{\displaystyle I={\frac {\partial q}{\partial t}}},
když {\displaystyle I} je konstantní dostáváme: {\displaystyle q=It}
Dosazeno do předchozí rovnice:
{\displaystyle \mathbf {F} =I\mathbf {l} \times \mathbf {B} }
Tato síla bývá také označována jako Ampèrova síla.
Je zřejmé, že síla je tedy přímo úměrná délce vodiče, který je v magnetickém poli. Zdvojnásobíme-li délku, zdvojnásobí se i působící síla.
Odpovídající vztah po rozepsání vektorového součinu je:
{\displaystyle F=IlB\sin \alpha \,}
kde {\displaystyle \alpha } je úhel, který svírá vodič s indukčními čarami magnetického pole.
V případě vodiče, který vede kolmo na magnetické indukční čáry, je {\displaystyle \sin \alpha =1} a můžeme použít vztah:
{\displaystyle F=IlB\,}
Pro snadné zapamatování se používá mnemotechnická pomůcka o „Silném Bilovi“: {\displaystyle F=BIl}